# Duchess (Alberta)
Pour les articles homonymes, voir Duchess.
Duchess est un village (village) du Comté de Newell, situé dans la province canadienne d'Alberta.

## Démographie
En tant que localité désignée dans le recensement de 2011, Duchess a une population de 992 habitants dans 360 de ses 376 logements, soit une variation de 1,4 % avec la population de 2006. Avec une superficie de 1,885 2 km2, village possède une densité de population de 526,204 1 hab/km2 en 2011.
Concernant le recensement de 2006, Duchess abritait 978 habitants dans 336 de ses 351 logements. Avec une superficie de 1,885 2 km2, village possédait une densité de population de 518,8 hab/km2 en 2006.
| 2001 | 2006 | 2011 | 2016  |
| ---- | ---- | ---- | ----- |
| 836  | 978  | 992  | 1 085 |